# Bad Taste Records
Bad Taste Records är ett Lundbaserat, rockorienterat skivbolag som signat band som Danko Jones, Looptroop Rockers, Sahara Hotnights, David & the Citizens, Svenska Akademien, Logh, Last Days of April, Satanic Surfers, Quit Your Dayjob, Denison Witmer, Navid Modiri & Gudarna, Hard-Ons, CunninLynguists,  Chixdiggit, All Systems Go! och Joey Cape.
Skivbolaget har även ett bokningsbolag vid namn, Bad Taste Events.

## Artister

### Nuvarande (2013)
- Chixdiggit
- CunninLynguists
- Danko Jones
- Embee
- Joey Cape
- Langhorns
- Last Days of April
- Lemonheads
- Logh
- Mohammed Ali
- Navid Modiri & Gudarna
- Quit Your Dayjob
- Sahara Hotnights

### Tidigare
- 88 Fingers Louie
- All Systems Go!
- Astream
- David & the Citizens
- Denison Witmer
- Everyday Madness
- Four Square
- Good Riddance
- Hard-Ons
- Intensity
- Karl Larsson
- Looptroop Rockers
- Loosegoats
- Misconduct
- Pridebowl
- Promoe
- Satanic Surfers
- Svenska Akademien
- The Almighty Trigger Happy
- The Weakerthans
- Turtlehead
- Venerea
- Within Reach

## Diskografi
| Katalognummer    | Artist                                                                 | Titel                                           | Typ           | Format   | Datum/år          |
| ---------------- | ---------------------------------------------------------------------- | ----------------------------------------------- | ------------- | -------- | ----------------- |
| BTR 1            | Satanic Surfers                                                        | Skate to Hell                                   | EP            | CD       | 1 augusti 1994    |
| BTR 2            | Blandade artister                                                      | Epitone                                         | Samlingsalbum | CD       | 11 december 1994  |
| BTR 3            | Ten Foot Pole, Satanic Surfers                                         | Ten Foot Pole/Satanic Surfers                   | EP            | CD       | 1 maj 1995        |
| BTR 4            | Pridebowl                                                              | Long-Distance                                   | EP            | CD       | 1 augusti 1995    |
| BTR 5            | Astream                                                                | Marvellous Tomorrow                             | EP            | CD       | 11 september 1995 |
| BTR 6            | Blandade artister                                                      | Quality Punk Rock                               | Samlingsalbum | CD       | 10 januari 1996   |
| BTR 7            | Pridebowl                                                              | Drippings of the Past                           | Samlingsalbum | CD       | 1996              |
| BTR 8            | Pridebowl                                                              | The Soft Song                                   | Singel        | CD       | 1 mars 1996       |
| BTR 9            | Astream                                                                | Woodfish                                        | Studioalbum   | CD       | 1 augusti 1996    |
| BTR 10           | Turtlehead                                                             | Go                                              | EP            | CD       | 1 maj 1996        |
| BTR 11           | 88 Fingers Louie                                                       | Behind Bars                                     | Studioalbum   | CD       | 1996              |
| BTR 12           | Turtlehead                                                             | Back Slapping Praises from Back Stabbing Men    | Studioalbum   | CD       | 1 oktober 1996    |
| BTR 13           | Blandade artister                                                      | This Is Bad Taste                               | Samlingsalbum | CD       | 1 november 1996   |
| BTR 14           | Intensity                                                              | Bought and Sold                                 | Studioalbum   | CD       | 15 november 1996  |
| BTR 15           | Everyday Madness                                                       | Preaching to the Converted                      | Studioalbum   | CD       | 12 januari 1997   |
| BTR 16           | Misconduct                                                             | A Change                                        | EP            | CD       | 12 februari 1997  |
| BTR 17           | Pridebowl                                                              | Where You Put Your Trust                        | Studioalbum   | CD       | 12 mars 1997      |
| BTR 18           | The Almighty Trigger Happy                                             | I'll Shut Up When You Fuck Off                  | Studioalbum   | CD       | 12 april 1997     |
| BTR 19           | Misconduct                                                             | ...Another Time                                 | Studioalbum   | CD       | 1 augusti 1997    |
| BTR 20           | Astream                                                                | Jumps, Giggles and Shouts                       | Studioalbum   | CD       | 3 november 1997   |
| BTR 21           | Pridebowl, Adhesive                                                    | No Better, No Worse                             | EP            | CD       | 3 november 1997   |
| BTR 22           | Satanic Surfers, Ill Repute, The Almighty Trigger Happy, Good Riddance | As a Matter of Fact                             | Studioalbum   | CD       | 1 februari 1998   |
| BTR 23           | Langhorns                                                              | Langhorns                                       | Studioalbum   | CD       | 1 februari 1998   |
| BTR 24           | Turtlehead                                                             | I Preferred Their Earlier Stuff                 | Studioalbum   | CD       | 1 mars 1998       |
| BTR 25           | Intensity                                                              | Wash Off the Lies                               | Studioalbum   | CD       | 1 april 1998      |
| BTR 26           | Blandade artister                                                      | This Is Bad Taste Vol. 2                        | Samlingsalbum | CD       | 1 maj 1998        |
| BTR 27           | Last Days of April                                                     | The Wedding                                     | EP            | CD       | 1 maj 1998        |
| BTR 28           | Pridebowl                                                              | Yesterday's End                                 | Samlingsalbum | CD       | 1998              |
| BTR 29           | Last Days of April                                                     | Rainmaker                                       | Studioalbum   | CD       | 12 september 1998 |
| BTR 30           | Misconduct                                                             | A New Direction                                 | Studioalbum   | CD       | 1 februari 1999   |
| BTR 31           | Dropnose, Astream                                                      | Punkrock Rendezvous                             | EP            | CD       | 1 mars 1999       |
| BTR 32           | Langhorns                                                              | Club Gabardino                                  | Studioalbum   | CD       | 1 april 1999      |
| BTR 33           | Satanic Surfers                                                        | Songs from the Crypt                            | Samlingsalbum | CD       | 1 september 1999  |
| BTR 34           | All Systems Go!                                                        | All Systems Go!                                 | Studioalbum   | CD       | 1 september 1999  |
| BTR 35           | The Almighty Trigger Happy                                             | I Hate Us                                       | Studioalbum   | CD       | 1 oktober 1999    |
| BTR 36           | Blandade artister                                                      | This Is Bad Taste Vol. 3                        | Studioalbum   | CD       | 1 oktober 1999    |
| BTR 37           | Within Reach                                                           | Fall from Grace                                 | Studioalbum   | CD       | 1 februari 2000   |
| BTR 38           | The Almighty Trigger Happy, Misconduct                                 | The Almighty Trigger Happy/Misconduct           | Studioalbum   | CD       | 1 april 2000      |
| BTR 39           | Last Days of April                                                     | Angel Youth                                     | Studioalbum   | CD       | 10 september 2000 |
| BTR 40           | Astream                                                                | Good Times/Bad Times                            | Studioalbum   | CD       | 1 maj 2000        |
| BTR 41           | The Weakerthans                                                        | Left and Leaving                                | Studioalbum   | CD       | 10 september 2000 |
| BTR 42           | Satanic Surfers                                                        | Fragments and Fractions                         | Studioalbum   | CD       | 10 oktober 2000   |
| BTR 43           | All Systems Go!                                                        | I'll Be Your Radio                              | EP            | CD       | 15 januari 2001   |
| BTR 44           | Misconduct                                                             | One Last Try                                    | Studioalbum   | CD       | 15 januari 2001   |
| BTR 45           | Hard-Ons                                                               | This Terrible Place                             | Studioalbum   | CD       | 5 februari 2001   |
| BTR 46           | The Weakerthans                                                        | Watermark                                       | Singel        | CD       | 5 februari 2001   |
| BTR 47           | Last Days of April                                                     | Will the Violins Be Playing?                    | Singel        | CD       | 19 mars 2001      |
| BTR 48           | Danko Jones                                                            | Bounce                                          | Singel        | CD       | 19 mars 2001      |
| BTR 49/BTR 1206  | Danko Jones                                                            | I'm Alive and on Fire                           | Studioalbum   | CD/LP    | 26 mars 2001      |
| BTR 50           | Blandade artister                                                      | This Is Bad Taste Vol. 4                        | Studioalbum   | CD       | 14 maj 2001       |
| BTR 51           | Intensity                                                              | The Ruins of Our Future                         | Studioalbum   | CD       | 14 maj 2001       |
| BTR 52           | Within Reach                                                           | Complaints Ignored                              | Studioalbum   | CD       | 17 september 2001 |
| BTR 53/BTR 1204  | Logh                                                                   | Every Time a Bell Rings an Angel Gets His Wings | Studioalbum   | CD/LP    | 21 januari 2002   |
| BTR 54/BTR 1201  | Satanic Surfers                                                        | Unconsciously Confined                          | Studioalbum   | CD/LP    | 8 april 2002      |
| BTR 55           | Last Days of April                                                     | Playerin                                        | Singel        | CD       | 22 april 2002     |
| BTR 56           | Danko Jones                                                            | Sound of Love                                   | Singel        | CD       | 6 maj 2002        |
| BTR 57           | Last Days of April                                                     | Ascend to the Stars                             | Studioalbum   | CD       | 6 maj 2002        |
| BTR 58/BTR 1202  | Danko Jones                                                            | Born a Lion                                     | Studioalbum   | CD/LP    | 14 oktober 2002   |
| BTR 59           | All Systems Go!                                                        | Fascination Unknown                             | Singel        | CD       | 21 oktober 2002   |
| BTR 60           | Danko Jones                                                            | Lovercall                                       | Singel        | CD       | 14 oktober 2002   |
| BTR 61           | Last Days of April                                                     | All Will Break                                  | Singel        | CD       | 14 oktober 2002   |
| BTR 62           | All Systems Go!                                                        | Mon Chi Chi                                     | Studioalbum   | CD       | 4 november 2002   |
| BTR 63           | Langhorns                                                              | Mission Exotica                                 | Studioalbum   | CD       | 24 februari 2003  |
| BTR 64           | All Systems Go!                                                        | Tell Vicky                                      | EP            | CD       | 24 februari 2003  |
| BTR 65           | Hard-Ons                                                               | Very Exciting                                   | Studioalbum   | CD       | 28 april 2003     |
| BTR 66           | Logh                                                                   | The Raging Sun                                  | Studioalbum   | CD       | 26 maj 2003       |
| BTR 67           | Logh                                                                   | The Contractor and the Assassin                 | EP            | CD       | 5 maj 2003        |
| BTR 68           | Four Square                                                            | Hitmaker                                        | Singel        | CD       | 19 maj 2003       |
| BTR 69           | Danko Jones                                                            | Play the Blues                                  | Singel        | CD       | 19 maj 2003       |
| BTR 70           | Blandade artister                                                      | This Is Bad Taste Vol. 5                        | Samlingsalbum | CD       | 26 maj 2003       |
| BTR 71           | Four Square                                                            | Three Chords One Capo                           | Studioalbum   | CD       | 10 juni 2003      |
| BTR 72           | Danko Jones                                                            | I Want You                                      | Singel        | CD       | 22 september 2003 |
| BTR 73/BTR 1205  | Danko Jones                                                            | We Sweat Blood                                  | Studioalbum   | CD/LP    | 6 oktober 2003    |
| BTR 74/BTR 705   | Logh                                                                   | An Alliance of Hearts                           | Singel        | CD/7"    | 27 november 2003  |
| BTR 75           | Last Days of April                                                     | It's on Everything                              | Singel        | CD       | 8 mars 2004       |
| BTR 76           | Last Days of April                                                     | If You Lose It                                  | Studioalbum   | CD       | 23 februari 2004  |
| BTR 77           | Denison Witmer                                                         | 24 Turned 25                                    | Singel        | CD       | 26 april 2004     |
| BTR 78           | Denison Witmer                                                         | Philadelphia Songs                              | Studioalbum   | CD       | 19 april 2004     |
| BTR 79           | Danko Jones                                                            | Dance                                           | Singel        | CD       | 31 mars 2004      |
| BTR 80           | The Almighty Trigger Happy                                             | I Hate Us Even More                             | Studioalbum   | CD       | 18 april 2004     |
| BTR 81           | Last Days of April                                                     | Henrik                                          | Singel        | CD       | 13 september 2004 |
| BTR 82           | Last Days of April                                                     | Last Days of April                              | Studioalbum   | CD       | 27 september 2004 |
| BTR 83           | Last Days of April                                                     | Live the End                                    | EP            | CD       | 25 oktober 2004   |
| BTR 84           | Four Square                                                            | Industry at Home                                | EP            | CD       | 18 oktober 2004   |
| BTR 85           | Danko Jones Spoken Word                                                | The Magical World of Rock                       | Studioalbum   | CD       | 15 november 2004  |
| BTR 86           | Quit Your Dayjob                                                       | Quit Your Dayjob                                | EP            | CD       | 25 oktober 2004   |
| BTR 87           | Logh                                                                   | A Sunset Panorama                               | Studioalbum   | CD       | 21 februari 2005  |
| BTR 88           | Denison Witmer                                                         | The River Bends & Flows Into the Sea            | Studioalbum   | CD       | 14 februari 2005  |
| BTR 89           | Venerea                                                                | One Louder                                      | Studioalbum   | CD       | 15 april 2005     |
| BTR 90           | Chixdiggit!                                                            | Pink Razors                                     | Studioalbum   | CD       | 18 april 2005     |
| BTR 91           | Karl Larsson                                                           | Pale as Milk                                    | Studioalbum   | CD       | 22 juni 2005      |
| BTR 92           | Quit Your Dayjob                                                       | Sweden We Got a Problem                         | Studioalbum   | CD       | 29 augusti 2005   |
| BTR 93           | Satanic Surfers                                                        | Taste the Poison                                | Studioalbum   | CD       | 12 september 2005 |
| BTR 94           | Quit Your Dayjob                                                       | Vlado Video                                     | Singel        | CD       | 15 augusti 2005   |
| BTR 95           | Danko Jones                                                            | Baby Hates Me                                   | Singel        | CD       | 22 februari 2006  |
| BTR 96/BTR 1207  | Danko Jones                                                            | Sleep Is the Enemy                              | Studioalbum   | CD/LP    | 22 februari 2006  |
| BTR 97           | Hard-Ons                                                               | Most People Are a Waste of Time                 | Studioalbum   | CD       | 31 maj 2006       |
| BTR 98           | David & the Citizens                                                   | Are You in My Blood?                            | EP            | CD       | 17 maj 2006       |
| BTR 99           | Danko Jones                                                            | First Date                                      | Singel        | CD       | 17 maj 2006       |
| BTR 100          |                                                                        |                                                 |               |          |                   |
| BTR 101          | Denison Witmer                                                         | Are You a Dreamer?                              | Studioalbum   | CD       | 28 augusti 2006   |
| BTR 102          | David & the Citizens                                                   | Stop the Tape! Stop the Tape!                   | Studioalbum   | CD       | 16 augusti 2006   |
| BTR 103          | Danko Jones                                                            | Don't Fall in Love                              | Singel        | CD       | 15 november 2006  |
| BTR 104          | Last Days of April                                                     | Who's on the Phone                              | Singel        | CD       | 28 februari 2007  |
| BTR 105/BTR 1208 | Last Days of April                                                     | Might As Well Live                              | Studioalbum   | CD/LP    | 14 mars 2007      |
| BTR 106          | Logh                                                                   | Saturday Nightmares                             | Singel        | CD       | 14 mars 2007      |
| BTR 107/BTR 1209 | Logh                                                                   | North                                           | Studioalbum   | CD/LP    | 28 mars 2007      |
| BTR 108          | Quit Your Dayjob                                                       | Bodypoppers                                     | Singel        | CD       | 12 september 2007 |
| BTR 109          | Quit Your Dayjob                                                       | Tools for Fools                                 | Studioalbum   | CD       | 19 september 2007 |
| BTR 110          | Svenska Akademien                                                      | Vakna                                           | Singel        | CD       | 8 maj 2007        |
| BTR 111          | Svenska Akademien                                                      | Gör det ändå!                                   | Studioalbum   | CD       | 23 maj 2007       |
| BTR 112          | Promoe                                                                 | Standard Bearer                                 | Studioalbum   | CD/DVD   | 7 juni 2007       |
| BTR 113          | Svenska Akademien                                                      | Uppe i höjden                                   | Singel        | CD       | 29 augusti 2007   |
| BTR 114          | CunninLynguists                                                        | Mexico                                          | Singel        | CD       | 5 december 2007   |
| BTR 115/BTR 1210 | CunninLynguists                                                        | Dirty Acres                                     | Studioalbum   | CD/LP    | 28 november 2007  |
| BTR 116          | Chixdiggit!                                                            | Chixdiggit! II                                  | Studioalbum   | CD       | 31 oktober 2007   |
| BTR 117          | Svenska Akademien                                                      | Akut akut                                       | Singel        | CD       | 1 november 2007   |
| BTR 118          | Danko Jones                                                            | King of Magazines                               | Singel        | CD       | 30 september 2008 |
| BTR 119/BTR 1211 | Danko Jones                                                            | Never Too Loud                                  | Studioalbum   | CD/LP    | 27 februari 2008  |
| BTR 120          | Looptroop Rockers                                                      | The Building                                    | Singel        | CD       | 27 februari 2008  |
| BTR 121/BTR 1212 | Looptroop Rockers                                                      | Good Things                                     | Studioalbum   | CD/LP    | 23 april 2008     |
| BTR 122          | Looptroop Rockers                                                      | Naïve                                           | Singel        | CD       | 11 juni 2008      |
| BTR 123          | Sahara Hotnights                                                       | Visit to Vienna                                 | Singel        | CD       | 1 juli 2008       |
| BTR 124          | Sahara Hotnights                                                       | What If Leaving Is a Loving Thing               | Studioalbum   | CD       | 5 september 2008  |
| BTR 125          | Sahara Hotnights                                                       | Cheek to Cheek                                  | Singel        | CD       | 17 september 2008 |
| BTR 126          | Joey Cape                                                              | Bridge                                          | Studioalbum   | CD       | 29 september 2008 |
| BTR 127          | Blandade artister                                                      | Mission Hall Sessions                           | Samlingsalbum | CD       | 24 september 2008 |
| BTR 128          | CunninLynguists                                                        | Strange Journey Volume One                      | Studioalbum   | CD       | 9 april 2009      |
| BTR 129          | Navid Modiri & Gudarna                                                 | Allt jag lärt mig hittills                      | Studioalbum   | CD       | 15 oktober 2008   |
| BTR 130          | Danko Jones                                                            | B-Sides                                         | Samlingsalbum | CD       | 4 februari 2009   |
| BTR 131          | Danko Jones                                                            | Sugar High                                      | Singel        | CD       | 7 januari 2009    |
| BTR 132          | Lemonheads                                                             | Varshons                                        | Studioalbum   | CD       | 15 juni 2009      |
| BTR 133          | Embee                                                                  | A Day at a Time                                 | Singel        | CD       | 12 mars 2010      |
| BTR 134/BTR 1213 | Embee                                                                  | The Mellow Turning Moment                       | Studioalbum   | CD/LP    | 24 februari 2010  |
| BTR 135          | Danko Jones                                                            | Full of Regret                                  | Singel        | CD       | 4 mars 2010       |
| BTR 136/BTR 1214 | Danko Jones                                                            | Below the Belt                                  | Studioalbum   | CD/LP    | 12 maj 2010       |
| BTR 137          | Last Days of April                                                     | America                                         | Studioalbum   | CD       | 13 oktober 2010   |
| BTR 138/BTR 1215 | Last Days of April                                                     | Gooey                                           | Studioalbum   | CD/LP    | 10 november 2010  |
| BTR 139          | Looptroop Rockers                                                      | Professional Dreamers                           | Singel        | CD       | 11 februari 2011  |
| BTR 140/BTR 1216 | Looptroop Rockers                                                      | Professional Dreamers                           | Studioalbum   | CD/LP    | 9 mars 2011       |
| BTR 141          | CunninLynguists                                                        | Oneirology                                      | Studioalbum   | CD       | 23 mars 2011      |
| BTR 142          | Mohammed Ali                                                           | Vi                                              | Studioalbum   | CD       | 13 april 2011     |
| BTR 143/BTR 1217 | Last Days of April                                                     | 79                                              | Studioalbum   | CD/LP    | 28 mars 2012      |
| BTR 145          | Danko Jones                                                            | Rock and Roll Is Black and Blue                 | Studioalbum   | CD       | 19 september 2012 |
| BTR 701          | Misconduct                                                             | Signed in Blood                                 | EP            | 7"       | 12 maj 1998       |
| BTR 702          | Blandade artister                                                      | A Festival Crammed with Bad Taste               | EP            | 7"       | 3 oktober 1998    |
| BTR 703          | Logh                                                                   | Ghosts                                          | Singel        | 7"       | 20 januari 2003   |
| BTR 704          | Danko Jones                                                            | Woogie Boogie                                   | Singel        | 7"       | 23 augusti 2004   |
| BTR 706          | CunninLynguists                                                        | Don't Leave (When Winter Comes)                 | Singel        | 7"       | 15 april 2009     |
| LOOSER 1         | Loosegoats                                                             | Small Lesbian Baseball Players                  | EP            | CD       | 1995              |
|                  | Logh                                                                   | Death to My Hometown                            | EP            | Digitalt | 21 april 2009     |